# 布兰查德 (路易斯安那州)
布兰查德（英語：Blanchard），是美国路易斯安那州下属的一座城市。根据2010年美国人口普查，该市有人口2,899人。建置上，属于“town”。